# Hans Georg Nägeli
Pour les articles homonymes, voir Nägeli.
 (mars 2025).
Hans Georg Nägeli est un compositeur, un musicologue et un éditeur de musique suisse, né à Wetzikon le 26 mai 1773 et mort à Zurich le 26 décembre 1836.

## Biographie
Nägeli est né à Wetzikon, Suisse. Il a étudié la musique avec son père, puis a créé un magasin de musique et une bibliothèque de prêt. Il ouvre une maison d'édition en 1792, dont la direction passe en 1807 à Kaspar Hug. Nägeli fonde une nouvelle maison en 1818. En 1803, il a commencé à publier le périodique Répertoire des Clavecinistes, qui fait paraître la première édition de pièces pour le clavier de compositeurs tels que Muzio Clementi, Johann Baptist Cramer, et Ludwig van Beethoven (en particulier les 3 sonates op 31 de Beethoven). Nägeli est connu pour être le premier qui a publié en 1801 l'intégrale du Clavecin bien tempéré de Johann Sebastian Bach. Il a fondé deux sociétés de chant (Singinstitut en 1805, Sängerverein en 1828) à Zurich. Nägeli enseigne dans une école primaire. De plus, il a beaucoup écrit sur la théorie de la musique et l'esthétique. Ses essais les plus importants ont été publiés dans Vorlesungen über Musik mit Berucksichtung der Dilettanten (1826). Il a aussi écrit des  traités d'initiation pour les élèves. Nägeli a été aussi un membre très actif de la société Allgemeine Musik-Gesellschaft Zürich créée en 1812. Il est mort à Zurich en 1836.
Son fils, Hermann, lui succède.

## Œuvres
Les compositions de Nägeli consistent essentiellement en pièces pour le clavier et en lieder. Son "Gold'ne Abendsonne" a été adapté par d'autres musiciens dans différents contextes.

### Écrits pédagogiques
- 1810 : Gesangbildungslehre nach Pestalozzischen Grundsätzen
- 1818 : Auszug aus der Gesangbildungslehre
- 1821 : Vollständige und ausführliche Gesangschule, zwoi Bend, zamma mit seim Landsmôô Michael Traugott Pfeiffer
- 1826 : Vorlesungen über Musik mit Berücksichtigung der Dilettanten
- 1827 : Der Streit zwischen der alten und neuen Musik
- 1828 : Musikalisches Tabellenwerk für Volksschulen zur Bildung des Figuralgesanges

### Lieder
- Das Veilchen im Tale (Texte : Friedrich Kind)
- Lobgesang (Texte : J. A. Kramer)
- Nach der Heimat süßer Stille (Texte : Rudolf Friedrich Heinrich Magenau)
- Gold’ne Abendsonne (Texte : Anna Barbara Urner)